# Акбастау (Єнбекшиказахський район)
Акбаста́у (каз. Ақбастау) — село у складі Єнбекшиказахського району Алматинської області Казахстану. Входить до складу Балтабайського сільського округу.
Населення — 1698 осіб (2021; 1657 у 2009, 1574 у 1999, 1367 у 1989).